# 朱宾泟
华阳恭顺王朱宾泟（1480年—1528年），号默庵，为明朝蜀府华阳悼康王朱申鍷庶长子，生母助夫人邵妙清。明朝第四代华阳王。

## 生平
生父朱申鍷于成化十五年（1479年）闰十月因获罪革爵，成化二十年（1484年）去世。弘治三年（1490年）七月，朱申鍷母杨氏请求由朱宾泟袭封，获准。五年（1492年），朱宾泟袭封。十一年（1498年）十二月，明孝宗传诏遣懷柔伯施瓚、成安伯郭寧、武平伯陳勛、彰武伯楊質、崇信伯費柱、宣城伯衛璋、長寧伯周彧、建平伯高霳持節充正使，翰林院侍講張芮、尚寶司司丞崔璿、鴻臚寺右少卿楊瑢、吏科給事中吳舜、禮科給事中馬子聰、兵科給事中張弘至、中書舍人韓璉、戶部員外郎胡經充副使，持節冊封東城兵馬副指揮鄒賢長女為華陽王妃。
弘治十三年（1500年）五月，华阳王府庶人朱賓漉赴京上奏请求賜封鎮國將軍的職位和俸祿，孝宗认为无例可依，不允许，遣人将其送回，命朱宾泟嚴加約束，并按律将华阳王府教授等官、澧州守城官軍、朱賓漉入京所经道路的湖廣守關官員等治罪。
因父亲被革爵，朱宾泟曾经举被废的武邑王朱聰沬因儿子代王朱俊杖请求而被追封为代王的例子，请求礼部为父母追谥。礼部没有同意，先奉旨会议，吏部尚書許進等上疏认为朱申鍷與朱聰沬事不同，不宜贈謚，但朱賓泟身為郡王而其父没有封爵，春秋祭奠时就无法称呼其父，他的請求情有可惻，应该按礼法酌情恢复朱申鍷的封爵，以便廟享，令君恩与國法並行不悖。于是在正德三年（1508年）六月，明武宗追復朱申鍷王位，但没有立即赐谥，后来才追谥为悼康王。
正德三年（1508年）七月，朱賓泟奏请得到湖廣澧州安鄉河泊所的魚税。戶科都給事中張弘至等弹劾其打扰民生的事，请求行巡按御史怪罪其輔導等官及撥置營謀之人，武宗同意。同年八月，朝廷应朱賓泟所请，赐其《仁孝皇后內訓》、《聖學心法》各一部。
朱宾泟笃信道教，曾试图前往湖北武当山谒见玄天上帝，但受制于朝廷限制藩王出城的律令，他改为在澧州城筑造武当行宫，耗费甚多。
嘉靖七年（1528年）薨，谥恭顺。《直隸澧州志》記載其陵墓位於澧州关山。因长子朱让核早逝，嘉靖十三年（1534年）十二月由长孙朱承爝袭封为第五代华阳王。

## 家庭

### 妻妾
- 王妃邹氏

### 子女
- 嫡长子朱让核→华阳长子→华阳康僖王，弘治十七年（1504年）二月赐名，[14]夫人顾氏。[3]子庄靖王朱承爝。[4]
- 县主某，适仪宾张鹍。[2]